# Coloured Dreams and Hidden Schemes
Coloured Dreams and Hidden Schemes is een verzamelmuziekalbum van de Noorse band Ruphus. Nadat de band in 1980 is opgeheven, bereiken zij doordat albums moeilijk verkrijgbaar zijn een cultstatus. In 1996 brengt hun Noorse platenlabel een verzamelalbum uit, met nog niet verschenen composities en een aantal geremasterde. In 1996 was slechts één album op compact disc uitgegeven: New Born Day. Dit verzamelalbum was bij uitgave ook alleen in Noorwegen verkrijgbaar, via internetwinkels als Amazon.com ruim verkrijgbaar, maar in 2007 bijna uitverkocht.

## Musici
Per track wisselt de samenstelling van de band.

## Composities
CD1 (Coloured Dreams)
1. Coloured dreams
2. Scientific ways
3. Trapped in a game
4. Flying Dutchman fantasy
5. Easy lovers, heavy moaners
6. Picturs of a day
7. Love is my light
8. Sha ba wah
9. Nordlys
10. Come into view
11. Too late
12. Foodlover's diet
13. The rivulet
14. Clear view
15. Snowy days

CD2 (Hidden Schemes)
1. High as a kite
2. Corner
3. Second corner
4. Joy
5. Inner voice
6. Echoes of the time
7. Intro
8. Fashion
9. Byblos